# 귀속의식
귀속의식(歸屬意識, 영어: belongingness)은 직업을 가지고 있는 사람들은 자기가 전체사회 가운데서 어떠한 계급적 및 계층적 위치에 놓여 있는가를 자각하는 의식이다. 이와 같은 귀속의식은 일반적으로 각 직업이 놓여진 객관적 위치를 반영하고 있다. 예를 들면 육체노동을 하는 직업에 종사하는 대부분은 자기를 노동자계급에 귀속시키는 것이 보통이다. 그러나 소위 화이트 칼라 등은 노동자계급적 귀속의식과 동시에 중산계급적 귀속의식을 가지고 있고 그 어느 편이 우세한가는 여러 가지 구체적인 사회적 조건에 의해서 규정된다. 더구나 상·중·하층이란 의미에서의 계층귀속의식에서는 직업 이외의 많은 요인이 작용하고 있어 직업과의 직접적인 연관성은 상당히 낮아진다.

## 같이 보기
- 계급의식